# Ravensbourne
Ravensbourne est une banlieue de la ville de Dunedin, située dans le sud de l’Île du Sud de la Nouvelle-Zélande.

## Situation
Elle est localisée sur la partie sud-est des pentes de la banlieue de Signal Hill, au-dessus du port d'Otago, sur sa berge nord, à 4,5 km à l’est-nord-est du centre de la ville.

## Population
Lors du recensement de 2001 en Nouvelle-Zélande la population était de 1269 habitants.

## Accès
Les relations par rail et par route reliant le centre de la cité de Dunedin à la localité de Port Chalmers passent à travers la localité de Ravensbourne sur une étroite bande de terre située entre la colline et le mouillage.
Une piste cyclable relie aussi la banlieue avec la partie principale de la ville, qui siège à l’ouest de la partie extrême d’une falaise partiellement occupée par la carrière de «Logan Point».
C’est l’une des plus anciennes banlieues de bord de mer, qui tire son identité personnelle des restes de la cité initiale.

## Activités économiques
La banlieue est principalement une zone résidentielle, mais est dominée par deux importantes installations industrielles, la  «Logan Point Quarry» et la fabrique d’engrais de Kempthorne Prosser  ou Ravensdown (en), qui est localisée dans l’angle du port à l’extrémité sud de la banlieue.
La société « Ravensdown» comporte 25 062 actionnaires et a plus de 90 magasins répartis dans toute la Nouvelle-Zélande. Cette société Ravensdown (actuellement Kempthorne Prosser ) a ainsi noué de nombreux partenariats, comprenant d’importantes compagnies telles «Spreading Sandfords», «Spreading Northland», «Spreading FBT».
La banlieue de Ravensbourne comporte un nombre significatif de petites maisons individuelles, dont la plupart sont occupées en tant qu’appartements pour les étudiants de l’Université d'Otago et d’école Polytechnique d’Otago (en), qui sont à deux km vers l’ouest.
L’axe de la banlieue consiste principalement en la route « Dunedin-Port Chalmers highway », la route State Highway 88/S H 88 (en), et de nombreuses petites routes sinueuses, qui grimpent sur la colline vers le nord-ouest.
Au-dessus de la banlieue, on trouve la réserve naturelle de « Burns Park Scenic Reserve », qui occupe la plus grande partie des pentes de « Signal Hill ».
La banlieue, le long de la ville proche de « Maia, Burkes » et Saint Leonards», sont souvent dénommées collectivement comme le « West Harbour ». Sous ce nom, la zone fut un borough séparé pendant de nombreuses années allant de 1877 jusqu’à son incorporation dans la cité de Dunedin en 1963.

## Toponymie
La banlieue prit son nom de la propriété du premier maire de West Harbour, Thomas De Lacy, qui fut maire de 1877 à 1878. Le nom était, lié au fait de la profusion de weka dans la zone de la propriété de De Lacy, dont l’imprudence rappelle De Lacy de raven dans sa région natale d’ Écosse. Le nom en langage Maori de la région est «Kaitaki Tamariki», mais qui est rarement utilisé de nos jours. Les petits villages de ‘Maia’ et de ‘Burkes’ siègent au niveau de la côte et mouillage, immédiatement au nord-est de la ville de ‘Ravensbourne’.
« Maia», en fait, n’est qu’une extension de la ville de Ravensbourne, siégeant à 1 km au nord-est. Son nom et la prononciation, qui signifie qu’il est souvent pris par erreur pour un nom Maori, bien qu’il soit en fait donné pour la fille d’Atlas dans la mythologie grecque, une des Pleiades.
« Burkes » siège au nord-est de Maia, et consiste en une longue route étroite courant grossièrement parallèle et au-dessous de la route nationale.
Le caractère le plus notable du secteur de « Burkes» est la présence de la ligne de chemin de fer de la ligne principale de l’île du Sud (en), qui croise une série de chaussées enjambant certaines des petites baies, qui s’étalent le long des bords du mouillage.
Au nord de la banlieue  de « Burkes » se trouve le village plus large de Saint Leonards, qui fut dénommé ainsi par le premier colon : ‘David Carey’ pour la ville anglaise de  St Leonards-on-Sea, sur la côte du Sussex, qui était le lieu de naissance de sa femme,.

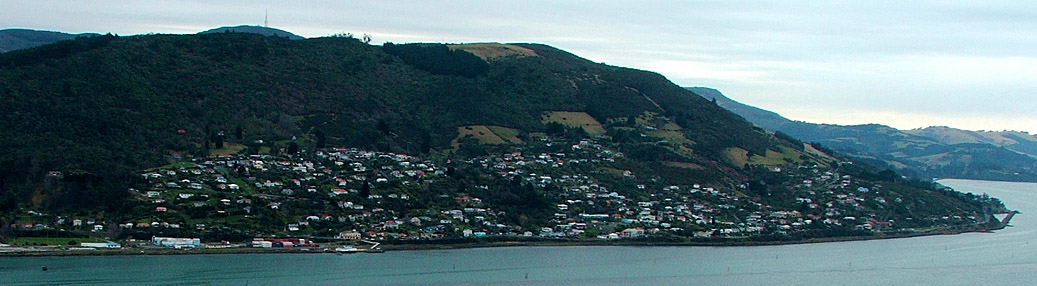
Ravensbourne et Maia sont visibles sur cette vue de la chaîne de Shiel Hill sur le côté sud du mouillage d’Otago Harbour.
Une des chaussées de la ligne de chemin de fer au niveau de la localité de Burkes est visible tout à fait à droite. L’émetteur de la télévision sur le sommet du mont Cargill est visible derrière Signal Hill dans le lointain.